# Dan Marsala
Dan Marsala (nacido el 3 de noviembre de 1980) es el vocalista de la banda de rock Story of the Year. Está casado con su novia de toda la vida, Jenny.
Dan es capaz de tocar muchos instrumentos, pero eligió cantar en la banda. Ha estado tocando con sus compañeros de grupo durante más o menos quince años. Dan, junto con su bajista, han escrito la mayoría de las canciones del segundo álbum de la banda, In the Wake of Determination.
Han lanzado su tercer álbum llamado The Black Swan que reúne lo mejor del post-hardcore que ha podido crear el grupo.
Actualmente está promocionado el último álbum de la banda The Constant, que fue lanzado a principios de 2010 por Epitaph.
- Datos: Q3626386